# Asellus (Asellus) kosswigi
Asellus (Asellus) kosswigi is een pissebeddensoort uit de familie van de Asellidae. De wetenschappelijke naam van de soort is voor het eerst geldig gepubliceerd in 2009 door Verovnik, Prevorcnik & Jugovic.